# Baimatempel
Baimatempel of Witte Paardtempel is een zeer oude boeddhistische tempel in Luoyang, Henan, Volksrepubliek China. De tempel werd in het jaar 68 gebouwd. Het is hiermee een van de eerste boeddhistische tempels die in China gebouwd werden. De grootste en belangrijkste gebouwen werden in de Ming-dynastie en de Qing-dynastie gebouwd.

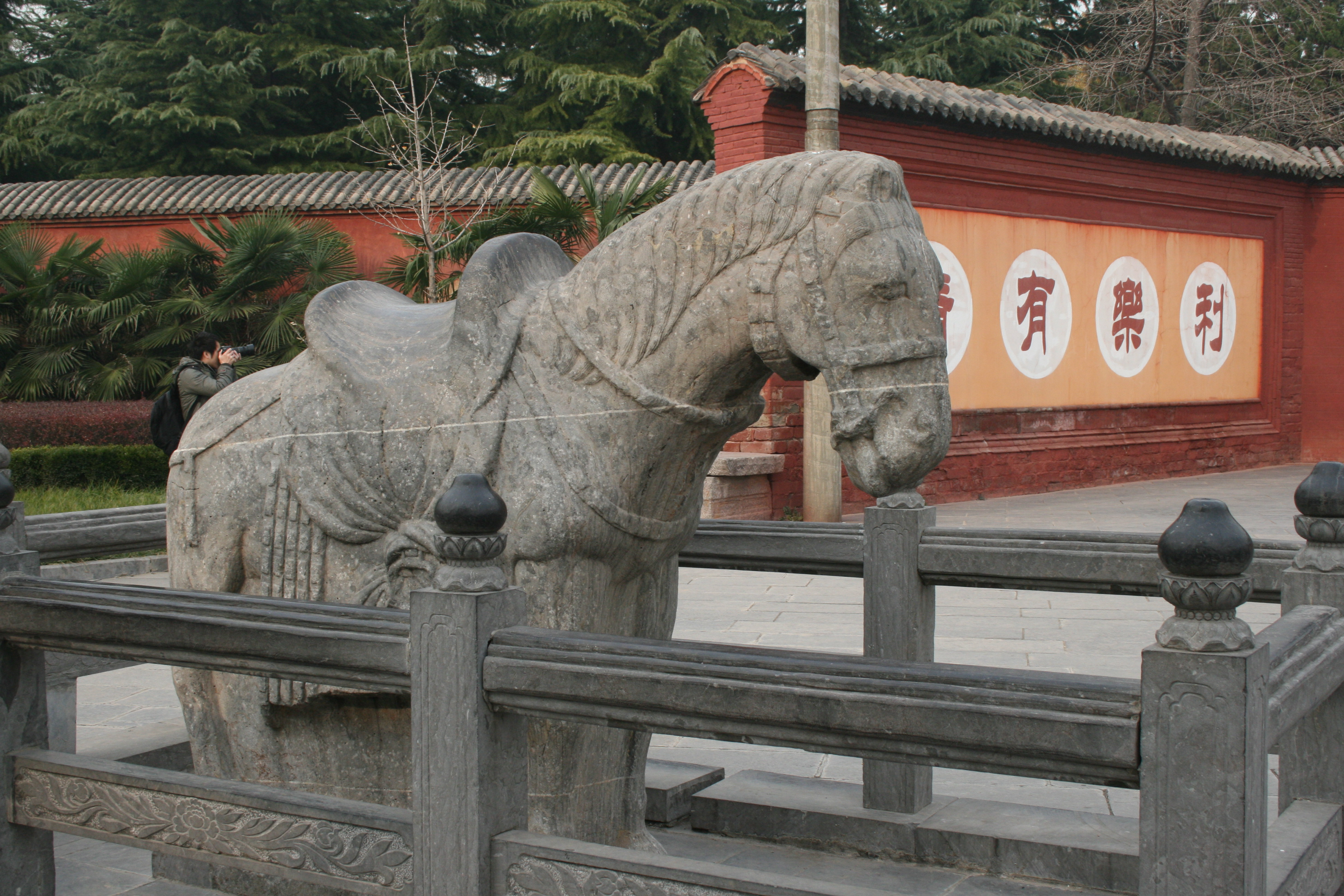
Witte paard bij de ingang